# Diurnalitás
A diurnalitás élőlényeknél (növények,  állatok) azt jelenti, hogy nappal aktívak és éjjel alszanak.

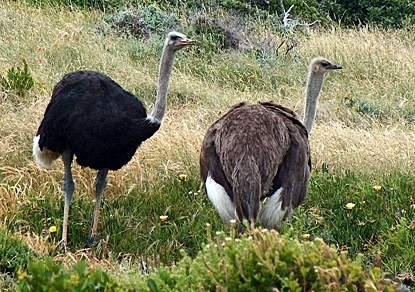
A struccok diurnálisak, de holdfényben is aktívak lehetnek

## Állatok
Azok az állatok, amelyek nem diurnálisak, nokturnálisak (éjszaka aktívak) vagy krepuszkulárisak (félhomályban aktívak).
Sok  állatfaj diurnális, köztük az emlősök (az ember is), rovarok, hüllők és a madarak.
Néhány állatfajnál a környezeti hatások vezérlik az aktivitást, főleg a rovaroknál.
A  diurnalitás leíró jellegű jellemzés, egy megfigyelt 24 órás tevékenységre vonatkozik, szemben a cirkadián ritmussal („napi biológiai óra”), amely az élőlény saját belső időmérő rendszere által vezérelt, hozzávetőlegesen 24 órás ciklus.
Néhány nokturnális vagy krepuszkuláris állatot háziasítottak, és mint háziállatok ezek átváltottak diurnalitásba, alkalmazkodva az emberi környezethez.
Ilyen például a kutya és a macska, amelyek farkas, illetve vadmacska ősökkel rendelkeznek. Ha azonban újra vad körülmények közé kerülnek, akkor felveszik fajuk eredeti tulajdonságát.
Más állatokat a körülmények kényszerítettek, hogy megváltoztassák szokásaikat, mint például a hódok, melyek a ragadozók és az ember elkerülése érdekében éjszakai állatokká váltak.

## Növények
A növények is vagy diurnálisak, vagy nokturnálisak, attól függően, hogy a szaporodásukat segítők (mint például a rovarok) mikor látogatják őket a beporzáshoz.
A legtöbb zárvatermő virág alkalmazkodik a rovarok látogatásához, melyek elvégzik a beporzást, és így biztosítják szaporodásukat.
Ily módon a diurnális vagy nokturnális rovarok befolyásolják a növények diurnális vagy nokturnális viselkedését.